# The Great American Bash 1987
The Great American Bash (1987) fu la terza edizione dell'evento di wrestling della serie Great American Bash, prodotto dalla Jim Crockett Promotions sotto l'egida della National Wrestling Alliance.

## Evento
L'evento fu il primo nel quale si svolse la tipologia di incontro "WarGames: The Match Beyond", nata da una idea di Dusty Rhodes. Rhodes fu tra i vincitori in entrambi i WarGames match insieme a The Road Warriors, Nikita Koloff, e Paul Ellering. Koloff, Rhodes, e J.J. Dillon subirono seri infortuni nel corso del primo incontro. Lo show si tenne in varie località nel mese di luglio, a partire da Landover, Maryland, il 2 luglio presso il Capital Centre. Questo inoltre fu l'ultimo evento di wrestling della Jim Crockett Promotions ad essere trasmesso dal vivo su tv a circuito chiuso, poiché la compagnia iniziò a trasmettere i propri show di wrestling in pay-per-view, iniziando con Starrcade nel novembre 1987.
Questo fu inoltre il primo evento importante NWA-JCP ad includere wrestler della UWF a seguito dell'acquisizione da parte della JCP nell'aprile 1987 della UWF (e anche della Championship Wrestling from Florida). Lazor-Tron (Hector Guerrero) avrebbe lasciato la JCP di lì a poco e reso vacante l'NWA World Junior Heavyweight Championship. L'espansione a livello nazionale della WWF proseguì quando Big Bubba Rogers si  unì a loro con il ring name Big Boss Man, mentre altre star come Chris Adams, Terry Gordy e Buddy Roberts tornarono nella World Class (WCWA). Dark Journey abbandonò la JCP dopo Great American Bash e si ritirò dal wrestling. Manny "The Ragin' Bull" Fernandez ebbe un breve feud con Jimmy Garvin prima di lasciare la JCP nel 1987. Tully Blanchard prese il titolo World TV contro Nikita Koloff, poi lui e Arn Anderson formarono il tag team che andò a conquistare l'NWA World Tag Team Championship (con un piccolo aiuto da parte dei Midnight Express) sconfiggendo Rock & Roll Express nel settembre 1987. Dusty Rhodes iniziò una rivalità con Lex Luger con in palio lo United States Heavyweight Championship. La valletta di Jimmy Garvin (e moglie nella vita reale) Precious ebbe il suo "appuntamento da sogno" con Ric Flair (che però si rivelò essere Ron Garvin travestito) e Ron Garvin rinverdì il feud con Ric Flair per l'NWA World Heavyweight Championship, che Garvin riuscì a vincere a Detroit, Michigan, il 25 settembre 1987.

## Risultati

### 4 luglio 1987, Atlanta, Georgia (The Omni)
| N. | Risultati | Stipulazione                                                |
| -- | --- | ----------------------------------------------------------- |
| 1  | Kendall Windham sconfigge Gladiator #1 | Single match                                                |
| 2  | Sting sconfigge Thunderfoot #1 | Single match                                                |
| 3  | LazerTron sconfigge MOD Squad Spike | Single match                                                |
| 4  | Jimmy Valiant sconfigge MOD Squad Basher | Single match                                                |
| 5  | Barry Windham (c) sconfigge Rick Steiner | Single match per l'NWA Western States Heritage Championship |
| 6  | Ron Garvin & Jimmy Garvin (con Precious) sconfiggono Vladimir Petrov & The Barbarian (con Paul Jones)                                                                                                 | Tag team match                                              |
| 7  | The Lightning Express (c) (Tim Horner & Brad Armstrong) sconfiggono The Angel of Death & Big Bubba Rogers (con Skandor Akbar)                                                                         | Tag team match per l'UWF World Tag Team Championship        |
| 8  | Chris Adams sconfigge Black Bart (con Skandor Akbar) per squalifica | Single match                                                |
| 9  | The Fabulous Freebirds (Buddy Roberts, Michael Hayes & Terry Gordy) sconfiggono Ivan Koloff, Manny Fernandez & Paul Jones                                                                             | Six-man tag team match                                      |
| 10 | The Rock 'n' Roll Express (Ricky Morton & Robert Gibson) sconfiggono The Midnight Express (Bobby Eaton & Stan Lane) (con Jim Cornette) per squalifica                                                 | Tag team match per l'NWA World Tag Team Championship        |
| 11 | "Dr. Death" Steve Williams (con Magnum T.A.) sconfigge Dick Murdoch (con Eddie Gilbert) | Texas Death Match                                           |
| 12 | The Road Warriors (Animal & Hawk), Nikita Koloff, Dusty Rhodes, & Paul Ellering sconfiggono The Four Horsemen (Ric Flair, Arn Anderson, Lex Luger, Tully Blanchard, & J.J. Dillon) (con Dark Journey) | WarGames match                                              |

### 18 luglio 1987, Charlotte, Carolina del Nord (Memorial Stadium)
| N. | Risultati | Stipulazione                                                 |
| -- | --- | ------------------------------------------------------------ |
| 1  | Kendall Windham, Jimmy Valiant & LazerTron sconfiggono Sean Royal, Gladiator #1 & Gladiator #2                                | Six-man tag team match                                       |
| 2  | Chris Adams sconfigge Black Bart (con Skandor Akbar)                                                                          | Single match                                                 |
| 3  | Barry Windham (c) sconfigge Big Bubba Rogers (con Skandor Akbar)                                                              | Single match per l'NWA Western States Heritage Championship  |
| 4  | "Dr. Death" Steve Williams & Terry Gordy sconfiggono Eddie Gilbert & Dick Murdoch                                             | Bunkhouse match                                              |
| 5  | The Fabulous Freebirds (Michael Hayes & Buddy Roberts) sconfiggono The Midnight Express (c) (con Jim Cornette) per squalifica | Tag team match per l'NWA United States Tag Team Championship |
| 6  | The Rock 'n' Roll Express (c) (Ricky Morton & Robert Gibson) sconfiggono The MOD Squad (Spike & Basher)                       | Tag team match per l'NWA World Tag Team Championship         |
| 7  | Road Warrior Animal (con Paul Ellering) sconfigge Arn Anderson (con James J. Dillon)                                          | Taped Fist match                                             |
| 8  | Lex Luger (c) (con James J. Dillon) sconfigge Nikita Koloff                                                                   | Single match per l'NWA United States Championship            |
| 9  | Ric Flair (c) (con James J. Dillon) sconfigge Road Warrior Hawk (con Paul Ellering) per squalifica                            | Single match per l'NWA World Heavyweight Championship        |
| 10 | Dusty Rhodes (con Barry Windham) sconfigge Tully Blanchard (con James J. Dillon & Dark Journey)                               | "Lights-out" Barbed Wire Ladder match con in palio $100,000  |

### 31 luglio 1987, Miami, Florida (Orange Bowl)
| N. | Risultati | Stipulazione                                                |
| -- | --- | ----------------------------------------------------------- |
| 1  | Manny Fernandez & The Barbarian (con Paul Jones) sconfiggono The Mulkey Brothers (Randy & Bill) | Tag team match                                              |
| 2  | Barry Windham (c) sconfigge Incubus | Single match per l'NWA Western States Heritage Championship |
| 3  | The Sheepherders (c) (Luke Williams & Butch Miller) contro Jimmy Garvin & Ron Garvin (con Precious) termina in doppia squalifica                                                                                       | Tag team match per l'NWA Florida Tag Team Championship      |
| 4  | Mike Rotunda (c) sconfigge Ivan Koloff | Single match per l'NWA Florida Heavyweight Championship     |
| 5  | Kevin Sullivan sconfigge Dory Funk Jr. | Texas Death Match                                           |
| 6  | The Rock 'n' Roll Express (c) (Ricky Morton & Robert Gibson) sconfiggono The Midnight Express (Bobby Eaton & Stan Lane) (con Jim Cornette)                                                                             | Tag team match per l'NWA World Tag Team Championship        |
| 7  | The Road Warriors (Animal & Hawk), Dusty Rhodes, Nikita Koloff & Paul Ellering sconfiggono The Four Horsemen (Ric Flair, Arn Anderson, Lex Luger & Tully Blanchard) e The War Machine (con J.J. Dillon & Dark Journey) | WarGames match                                              |